# デジたる☆マジかる☆マネ〜じめんと!
『デジたる☆マジかる☆マネーじめんと!』（でじたる まじかる まねーじめんと）は、超!A&G+にて2011年7月6日から放送されていたラジオ番組（アニラジ）である。「デジマジ」と略して呼ばれることも多い。
これまでに番組名やパーソナリティが何度か変更されており、2013年7月2日からは『喜多村英梨と後藤沙緒里のデジマジ☆』（きたむらえり ごとうさおりのでじまじ）というタイトルで放送されている。番組開始当初から、DMM.com（『DMM』名義）の一社提供である。
本項では、フロート番組として『デジマジ』内で放送されていた『ドキドキ☆むちゃぶり☆ミッドナイト!』についても記述する。

## 概要
架空の芸能事務所に赴任したパーソナリティの二人が、番組を擬人化した二次元アイドル・水撫月ひめ（みなつき ひめ）を育成し、プロデュースやマネジメントをしていくというコンセプトを持つ番組として放送開始。
水撫月の育成を行うコーナーの他、パーソナリティによるフリートークやふつおたのコーナー、DMM.comの商品売上ランキングを紹介するコーナーなどで構成されている。
2012年1月3日放送分からは、伊瀬茉莉也に代わり後藤沙緒里が新たにパーソナリティに就任し、番組名も『喜多村英梨と後藤沙緒里のデジたる☆マジかる☆マネーじめんと! ver.2.0』に改題。さらに、2013年1月1日放送分からはコーナーのリニューアルと『喜多村英梨と後藤沙緒里のデジたる☆マジかる☆マネーじめんと! ver.3.0』への再改名が行われた。
そして、同年7月2日放送分より現在の『喜多村英梨と後藤沙緒里のデジマジ☆』となった。番組開始当初から続いた水撫月に関する企画が全て終了し、喜多村と後藤のトークが中心となった。
かつてはスポンサーであるDMM.com関連のコーナーを中心に、長らくアダルトゲームや同人誌に関する内容も取り扱っていた。2013年4月からは、これらの内容は新たに設けられたフロート番組『ドキドキ☆むちゃぶり☆ミッドナイト!』に集約され、同年7月からは本番組から独立した（同番組は本番組の後続に編成されている）。
なお、番組の最後（提供アナウンス後）にはパーソナリティの二人が出演しているアニメ作品に関する楽曲が週替わりで流される。また『ver.3.0』時代には、オープニングで『ナイショの話 -Instrumental-』が使用されていた。
2013年12月3日の放送で同年12月31日の放送をもって最終回になることが発表された。

## パーソナリティ
- 喜多村英梨（新人プロデューサー）
- 後藤沙緒里（新人チーフマネージャー、2012年1月3日から）
- 伊瀬茉莉也（同上、2011年12月27日まで。「長期出張」という名目で出演終了）
- 水撫月ひめ（二次元アイドル、2013年6月25日まで。関連コーナーのみ出演）

### 水撫月ひめとマジカロイドシステム
水撫月ひめはふつおた等で採用したメールの数などによって経験値を獲得でき、レベルが上がるという「マジカロイドシステム」によって育成されている。
主なルールは以下の通り。
- 届いたメールの数 - 1ポイント
- 読んだメールの数 - 2ポイント
- コーナーのゲームに勝つ - 20ポイント

この他、公式サイトとの連動企画などでも獲得の機会が用意されている。
レベルが上がると、「CDを出す」などの番組企画ができるようになる。例として、水撫月自身が主人公となる番組公式ライトノベル『夏と！お化けと…お祭りと！』が2011年9月1日にDMM.comにおいてダウンロード販売された。

## 放送時間
2013年12月31日 （最終回）
火曜日 18時 - 19時（JST、以下同文）
2011年10月04日 - 2013年12月24日 （第14回から-第130回まで）
毎週火曜日 23時 - 24時
リピート放送：毎週水曜日 11時00分 - 12時00分 (JST)
2011年07月06日 - 09月28日 （第13回まで）
毎週水曜日 25時5分 - 25時50分
リピート放送：毎週木曜日 15時5分 - 15時50分

## コーナー
マジカルシアター→デジマジシアター
2012年2月7日放送分（第32回）より。
芸能事務所などを舞台に繰り広げられるオーディオドラマ。放送ではドラマが完結する前に終了となり、続きは番組公式サイトでの無料配信で公開される。
番組名が『デジマジ』となって以降は『デジマジシアター』に改称され、芸能事務所ではなくリスナーから投稿された「日常的に起こる大小さまざまな事件」を元にしたドラマとなった。
また、放送用と公式サイト用で二種類のシナリオが発表されているが、後者を聴くにはDMM.comの無料会員登録が必要となる。

デジマジニューリリース
『DMM.BOOKS』で販売している電子コミックをいくつか紹介し、最後に同店の店員イチオシの作品をあらすじ付きで一つ取り上げる。
長らく扱っていたアダルト商品は一切紹介されなくなり、パーソナリティの二人も特にキャラを作らずに読み上げている。

### かつてのランキングコーナー
ランキング内容・企画内容は何度かリニューアルされている。
DMMランキング
DJエリーとDJマリーナ（表記不詳）が、DMM.comの成人向けコンテンツ『DMM.R18』のランキングトップ5をカウントダウン形式で読み上げる。
放送コードに触れる単語を中心に、タイトルの一部がしばしば銃声風の効果音でカットされる。
45分時代は同人作品に特化したランキングを紹介した。1時間になってからは毎週2回行われ、番組前半に美少女ゲーム、後半に同人のランキングを紹介していた。
特に告知はないが、2011年9月28日放送分を最後に終了した。

DMMセレクション
2012年1月10日放送分より。DMM.comで扱う美少女ゲームを、寸劇で紹介する。

DMM（どかーん、問答、無用！略してDMM）
2012年4月17日放送分より。中二病のようなキャラになりきって、交互にランキングを読み上げる。

### 初期時代
ひめちゃんプロフ
番組でプロデュースするアイドル「水撫月ひめ」のプロフィールを募集する。

デジマジレッスン→擬人化レッスン
アイドルに詳しくなるよう、パーソナリティがいろんなレッスンを受けるチャレンジコーナー。
『ver.2.0』からは「擬人化レッスン」というコーナー名で、パーソナリティの一人がお題のアイテムを擬人化して台詞を喋り、もう1人がお題を当てる方式となった。

### ver.2.0時代
デジマジ企画会議（仮）→デジたる☆マジかる☆マネ～じめんと！企画会議室（仮）
2012年1月17日放送分より。新企画を募集する。

DMMモーニングコール!→デジマジアラーム!
DMM.comでダウンロード販売する音声を紹介する。内容はパーソナリティの二人の録り下ろしで、紹介時には音声の一部にさまざまな効果音が被されていた（末期を除く）。

デジたる☆リリかる☆カルきゅれーしょん
2012年2月14日放送分より（隔週）。喜多村が音声を提供したVOCALOID『CUL』を紹介する。

### ver.3.0時代
ひめちゃん戦略会議2013
番組がマネジメントしている二次元アイドル「水撫月ひめ」の今後の展開を考案、実行していくコーナー。

業務日誌
オーディオドラマ形式で、水撫月ひめに関する活動を振り返る。毎回「マジカロイドシステム」で獲得したポイント数が発表される。
番組黎明期から存在したコーナーで、ver.2.0では「デジマジ業務日誌2」、ver.3.0では「デジマジ業務日誌3」とも称した。

## ゲスト
いずれも『デジマジ』本編への出演者。
- 2011年11月01日 - でんぱ組.inc[3]
- 2012年03月27日 - 馬場（DMM.comの広報）
- 2012年06月05日 - 鷲崎健
- 2012年07月10日 - 彩音
- 2012年07月31日 - 流田Project
- 2012年10月23日 - 黒崎真音
- 2012年11月27日 - 真田アサミ
- 2012年12月04日 - 緒方恵美
- 2012年12月11日 - 大坪由佳
- 2012年12月25日 - 椎名ぴかりん
- 2013年05月28日 - 金田朋子
- 2013年06月25日 - 流田Project
- 2013年07月16日 - 田中敦子
- 2013年08月13日 - ヒジキ
- 2013年12月10日 - ヒジキ

## イベント
喜多村英梨と後藤沙緒里のデジたる☆マジかる☆マネーじめんと! ver.2.0 公開録音
2012年6月27日に文化放送メディアプラスホールにて開催されたトークイベント（夜の部）。出演者は喜多村英梨、後藤沙緒里。

## ラジオCD
特典・セット内容
1. 公開録音・バックステージのオリジナル映像も収録されたダイジェストDVD
2. 番組MC・喜多村英梨と後藤沙緒里直筆の公開録音限定オリジナルロゴ入りケミカルライト（「ブルー」と「グリーン」がランダム封入されている。）

## ドキドキ☆むちゃぶり☆ミッドナイト!
『ドキドキ☆むちゃぶり☆ミッドナイト!』は、超!A&G+で2013年1月1日より放送されていたラジオ番組である。『ドキむちゃ』と略して呼ばれることもある。DMM.com（『DMM』名義）の一社提供。
開始から半年間（2013年6月25日まで）は『デジマジ』のフロート番組として、同年7月からは『デジマジ』の後続に単独番組として放送されている。
『デジマジ』で扱っていたアダルトコンテンツに関する内容を移転・特化させた番組で、アダルト業界で活躍する声優（このかなみ）とアーティスト（Ayumi.）によって進行していたが、2014年6月17日放送回をもってAyumi.が番組を卒業し、2014年6月24日放送回から新パーソナリティとしてシルキーズプラスの広報たまさんが担当した。
『デジマジ』終了後は、後番組の『種田梨沙と新田恵海の新種ラジオ』に内包される形の10分番組として継続したが、2014年9月30日の放送回をもって終了した。
DMMクリエイティブ
番組オリジナルのアダルトゲーム作品を、リスナーからの意見やテーマごとに一から創作する。

ゲストコーナー
主にアダルトゲームに出演している声優を一人（まれに二人）招き、トークを繰り広げる。
番組内では冒頭の数分間しか放送されず、残りは「拡大版」と称して番組公式ブログで公開される。放送される時間に比して、配信される時間は20 - 30分程度と長い。

お知らせコーナー
『DMM.R18』で取り扱っているアダルトゲームや同人作品、各種セールの情報を紹介する。